# Liste der Bodendenkmale in Twistringen
In der Liste der Bodendenkmale in Twistringen sind die Bodendenkmale der niedersächsischen Gemeinde Twistringen aufgeführt. Die Quelle ist der Denkmalatlas Niedersachsen.
- Bitte beachten Sie, dass diese Liste keinen Anspruch auf Vollständigkeit erhebt.
- Die Angaben ersetzen nicht die rechtsverbindliche Auskunft der zuständigen Denkmalschutzbehörde.
- Es sind nur Daten aus dem Denkmalatlas verarbeitet.
- Der Stand der Liste ist der 30. Mai 2025.

Twistringen im Landkreis Diepholz

## Allgemein
In den Spalten finden sich folgende Informationen des Bodendenkmales:
| Lage         | geographische Koordinaten                                                           |
| Bezeichnung  | Bezeichnung lt. Denkmalatlas                                                        |
| Beschreibung | Beschreibung lt. Denkmalatlas                                                       |
| ID           | Objekt-ID                                                                           |
| Bild         | Bild, ggf. zusätzlich mit Link zu weiteren Fotos im Medienarchiv Wikimedia Commons. |

## Altenmarhorst
| Lage                        | Bezeichnung                | Beschreibung | ID       | Bild |
| --------------------------- | -------------------------- | --- | -------- | ---- |
| 52° 48′ 27″ N, 8° 33′ 57″ O | Altenmarhorst 21, Landwehr | Zog sich über 956 m von Norden, wo sie am Quellgebiet der Katenbäke beginnt, nach Süden, wo sie am Tal des Ellerhorster Bachs endet. Dabei sperrt sie die west-ost verlaufende Straße von Kolnrade nach Twistringen. Die Preußische LV zeigt die Landwehr als einen doppelten Wallgraben, der nach Westen hin ausgerichtet war, lediglich das nördlichste Stück war zu dieser Zeit durch Ackerbau und einen Weg auf lediglich zwei Wälle und einen als Weg genutzten Graben reduziert worden. Heute besteht nur noch das Südende am Ellerhorster Bach. Es besteht aus drei parallelen Wällen mit dazwischenliegenden Gräben, die sich über 82 m Länge bei einer Breite von 28 m erhalten haben. | 41558375 | BW   |

## Heiligenloh
| Lage                        | Bezeichnung               | Beschreibung | ID       | Bild |
| --------------------------- | ------------------------- | --- | -------- | ---- |
| 52° 45′ 32″ N, 8° 33′ 25″ O | Heiligenloh 11, Grabhügel | Durchmesser ca. 21 m und Höhe ca. 1,5 m. Dient als Ablage für sämtliche Findlinge und modern gebrochenen Natursteine der Umgebung. Der auf der Kuppe aufgerichtete Findling ist ortsfremd und trägt eine Inschrift des 19. Jh. | 35591586 | BW   |

## Natenstedt
| Lage                        | Bezeichnung              | Beschreibung                                                                                        | ID       | Bild |
| --------------------------- | ------------------------ | --------------------------------------------------------------------------------------------------- | -------- | ---- |
| 52° 48′ 5″ N, 8° 30′ 20″ O  | Natenstedt 8, Grabhügel  | Durchmesser ca. 18 m und Höhe ca. 1 m. Kopfloch (Dm. 1 m, 0,2 m tief). Beschädigt durch Tierbauten. | 35591261 | BW   |
| 52° 47′ 48″ N, 8° 29′ 52″ O | Natenstedt 30, Grabhügel | Durchmesser ca. 18 m und Höhe ca. 1 m. Kopfloch (Dm. 5 m, 0,2 m tief).                              | 50007879 | BW   |
| 52° 48′ 6″ N, 8° 30′ 21″ O  | Natenstedt 31, Grabhügel | Durchmesser ca. 14 m und Höhe ca. 0,4 m.                                                            | 50344141 | BW   |

### Natenstedt 3
- ID: 35591196
- Grabhügelfeld mit 14 mittelmäßig bis gut erhaltenen Grabhügeln. Durchmesser von 10 – 25 m und Höhen von 0,60 – 1,30 m.

| Lage                       | Bezeichnung   | Beschreibung                                                             | ID       | Bild |
| -------------------------- | ------------- | ------------------------------------------------------------------------ | -------- | ---- |
| 52° 48′ 4″ N, 8° 30′ 23″ O | Natenstedt 3  | Durchmesser ca. 15 m und Höhe ca. 0,3 m.                                 | 35591215 | BW   |
| 52° 48′ 4″ N, 8° 30′ 23″ O | Natenstedt 4  | Durchmesser ca. 14 m und Höhe ca. 0,6 m. Südhälfte abgetragen.           | 35591229 | BW   |
| 52° 48′ 4″ N, 8° 30′ 22″ O | Natenstedt 5  | Durchmesser ca. 16 m und Höhe ca. 0,7 m.                                 | 35591237 | BW   |
| 52° 48′ 4″ N, 8° 30′ 21″ O | Natenstedt 6  | Durchmesser ca. 15 m und Höhe ca. 0,6 m. Kopfloch (Dm. 4 m. 0,2 m tief). | 35591245 | BW   |
| 52° 48′ 4″ N, 8° 30′ 21″ O | Natenstedt 7  | Durchmesser ca. 17 m und Höhe ca. 1 m.                                   | 35591253 | BW   |
| 52° 48′ 4″ N, 8° 30′ 19″ O | Natenstedt 9  | Durchmesser ca. 25 m und Höhe ca. 1,5 m.                                 | 35591269 | BW   |
| 52° 48′ 3″ N, 8° 30′ 20″ O | Natenstedt 10 | Durchmesser ca. 16 m und Höhe ca. 0,9 m.                                 | 35591277 | BW   |
| 52° 48′ 5″ N, 8° 30′ 18″ O | Natenstedt 11 | Durchmesser ca. 13 m und Höhe ca. 0,7 m.                                 | 35591285 | BW   |
| 52° 48′ 4″ N, 8° 30′ 18″ O | Natenstedt 12 | Durchmesser ca. 17 m und Höhe ca. 1,1 m. Kopfloch (Dm. 5 m. 0,2 m tief). | 35591293 | BW   |
| 52° 48′ 4″ N, 8° 30′ 18″ O | Natenstedt 13 | Durchmesser ca. 12 m und Höhe ca. 0,4 m.                                 | 35591301 | BW   |
| 52° 48′ 5″ N, 8° 30′ 16″ O | Natenstedt 14 | Durchmesser ca. 12 m und Höhe ca. 0,5 m.                                 | 35591309 | BW   |
| 52° 48′ 3″ N, 8° 30′ 17″ O | Natenstedt 15 | Durchmesser ca. 13 m und Höhe ca. 0,5 m.                                 | 35591317 | BW   |
| 52° 48′ 3″ N, 8° 30′ 16″ O | Natenstedt 16 | Durchmesser ca. 8 m und Höhe ca. 0,3 m.                                  | 35591325 | BW   |

## Rüssen
| Lage                        | Bezeichnung            | Beschreibung | ID       | Bild |
| --------------------------- | ---------------------- | --- | -------- | ---- |
| 52° 46′ 44″ N, 8° 28′ 0″ O  | Rüssen 10, Grabhügel   | Durchmesser ca. 23 m und Höhe ca. 1,2 m. Kopfloch (Dm. 2,6 m. 0,2 m tief). | 35588449 | BW   |
| 52° 46′ 3″ N, 8° 28′ 29″ O  | Rüssen 38, Grabhügel   | Durchmesser ca. 20 m und Höhe ca. 1,1 m. Kopfloch (Dm. 7 m, 0,7 m tief). Nördliches Drittel teilweise abgegraben und einplaniert. Von N nach S eine Fahrspur. | 35590545 | BW   |
| 52° 46′ 4″ N, 8° 28′ 29″ O  | Rüssen 39, Grabhügel   | Durchmesser ca. 19 m und Höhe ca. 0,9 m. Kopfloch (Dm. 6 m, 0,4 m tief). Westliches Drittel von Fahrspur überquert. | 35590553 | BW   |
| 52° 46′ 42″ N, 8° 28′ 7″ O  | Rüssen 103, Grabhügel  | Größe ca. 22 × 17 m und Höhe ca. 1 m. Oval. In der Kuppe zwei Kopflöcher und einige Tierbauten. | 41413233 | BW   |
| 52° 46′ 19″ N, 8° 28′ 58″ O | Rüssen 158, Wegespuren | Sogenannte Salzstraße, die sich von Barnstorf nach Aldorf und von dort aus in zwei parallelen Verläufen nach Norden zur Essenmühle und nach Rüssen nachvollziehen lässt. Die Hohlwege sind 4 – 8 m breit und dabei 0,3 – 1 m tief. Der Salzweg ist ein sehr alter Weg wie die zahlreichen begleitenden Grabhügel zeigen, vermutlich von der jüngeren Steinzeit bis zur Völkerwanderungszeit und auch im Mittelalter noch genutzt.                                                     | 41557469 | BW   |
| 52° 47′ 53″ N, 8° 28′ 9″ O  | Rüssen 180, Grabhügel  | Durchmesser ca. 18 m und Höhe ca. 1,3 m. Seichtes Kopfloch (Dm. 2 m, 0,1 m tief). Durch zahlreiche Pflugspuren beschädigt. | 41686421 | BW   |
| 52° 47′ 53″ N, 8° 28′ 11″ O | Rüssen 181, Grabhügel  | Durchmesser ca. 19 m und Höhe ca. 0,7 m. Durch zahlreiche Pflugspuren beschädigt. | 41686430 | BW   |
| 52° 47′ 43″ N, 8° 29′ 40″ O | Rüssen 217, Grabhügel  | Durchmesser ca. 18 m und Höhe ca. 0,7 m. Von Fahrspur überquert und trägt einen Jägerstand. | 49919980 | BW   |
| 52° 47′ 42″ N, 8° 27′ 54″ O | Rüssen 218, Wegespuren | Altstraße, die sich von Norden nach Süden zieht. Allerdings weist ihr südliches Ende geradeaus zur Hunte und zu einem möglichen historischen Hunteübergang. - Nördlicher Abschnitt: Bis zu acht Hohlwege, die sich östlich parallel zu modernen Feldweg durch den Wald ziehen und nördlich der Landkreisgrenze in der Gmk. Harpstedt deutlich besser erhalten aber nicht kartiert sind. - Südlicher Abschnitt: Mindestens ein Dutzend bis zu 317 m lange Wegespuren parallel Feldweg. | 49920163 | BW   |

### Rüssen 16
- ID: 35590289
- Grabhügelfeld mit 22 Grabhügeln und zwei fraglichen, die aus der Bronzezeit und der älteren vorrömischen Eisenzeit stammen. Ursprünglich war das Feld um ein mehrfaches größer.

| Lage                        | Bezeichnung | Beschreibung | ID       | Bild |
| --------------------------- | ----------- | --- | -------- | ---- |
| 52° 45′ 58″ N, 8° 28′ 33″ O | Rüssen 16   | Durchmesser ca. 13,5 m und Höhe ca. 0,5 m. Kopfloch (Dm. 3 m, 0,2 m tief).                                            | 35590307 | BW   |
| 52° 45′ 57″ N, 8° 28′ 32″ O | Rüssen 17   | Durchmesser ca. 10 m und Höhe ca. 0,3 m.                                                                              | 35590317 | BW   |
| 52° 45′ 58″ N, 8° 28′ 31″ O | Rüssen 18   | Durchmesser ca. 9 m und Höhe ca. 0,5 m.                                                                               | 35590327 | BW   |
| 52° 45′ 57″ N, 8° 28′ 31″ O | Rüssen 19   | Durchmesser ca. 13 m und Höhe ca. 0,6 m.                                                                              | 35590337 | BW   |
| 52° 45′ 57″ N, 8° 28′ 31″ O | Rüssen 20   | Durchmesser ca. 10 m und Höhe ca. 0,5 m.                                                                              | 35590347 | BW   |
| 52° 45′ 57″ N, 8° 28′ 31″ O | Rüssen 21   | Durchmesser ca. 20 m und Höhe ca. 1,4 m. Kuppe im Nordosten angegraben.                                               | 35590357 | BW   |
| 52° 45′ 57″ N, 8° 28′ 31″ O | Rüssen 22   | Durchmesser ca. 6 m und Höhe ca. 0,15 m. Kaum mehr sichtbar.                                                          | 35590367 | BW   |
| 52° 45′ 57″ N, 8° 28′ 32″ O | Rüssen 23   | Durchmesser ca. 13,5 m und Höhe ca. 0,7 m.                                                                            | 35590377 | BW   |
| 52° 45′ 57″ N, 8° 28′ 34″ O | Rüssen 24   | Durchmesser ca. 12 m und Höhe ca. 0,6 m. Kopfloch (Dm. 3 m, 0,3 m tief).                                              | 35590387 | BW   |
| 52° 45′ 56″ N, 8° 28′ 33″ O | Rüssen 25   | Durchmesser ca. 15 m und Höhe ca. 0,8 m. Kopfloch (Dm. 3 m, 0,1 m tief).                                              | 35590397 | BW   |
| 52° 45′ 56″ N, 8° 28′ 32″ O | Rüssen 26   | Durchmesser ca. 4 m und Höhe ca. 0,2 m. Kaum mehr sichtbar.                                                           | 35590407 | BW   |
| 52° 45′ 56″ N, 8° 28′ 32″ O | Rüssen 27   | Durchmesser ca. 10 m und Höhe ca. 0,4 m.                                                                              | 35590417 | BW   |
| 52° 45′ 56″ N, 8° 28′ 31″ O | Rüssen 28   | Durchmesser ca. 10 m und Höhe ca. 0,3 m.                                                                              | 35590427 | BW   |
| 52° 45′ 56″ N, 8° 28′ 31″ O | Rüssen 29   | Durchmesser ca. 10 m und Höhe ca. 0,4 m.                                                                              | 35590437 | BW   |
| 52° 45′ 56″ N, 8° 28′ 31″ O | Rüssen 30   | Durchmesser ca. 9,5 m und Höhe ca. 0,4 m.                                                                             | 35590447 | BW   |
| 52° 45′ 55″ N, 8° 28′ 31″ O | Rüssen 31   | Durchmesser ca. 23 m und Höhe ca. 1,1 m. Auf der Kuppe ein Ringgraben (Dm. 11 m, 3 m breit und 0,2 m tief).           | 35590457 | BW   |
| 52° 45′ 55″ N, 8° 28′ 32″ O | Rüssen 32   | Durchmesser ca. 10 m und Höhe ca. 0,5 m.                                                                              | 35590467 | BW   |
| 52° 45′ 54″ N, 8° 28′ 31″ O | Rüssen 33   | Durchmesser ca. 17 m und Höhe ca. 1 m. Nordwestliche Bereich der Kuppe angegraben. Einige Tierbauten.                 | 35590477 | BW   |
| 52° 45′ 53″ N, 8° 28′ 32″ O | Rüssen 34   | Durchmesser ca. 22 m und Höhe ca. 1,2 m. Ostflkanke abgegraben. In der Mitte ein großer Tierbau.                      | 35590487 | BW   |
| 52° 45′ 54″ N, 8° 28′ 33″ O | Rüssen 35   | Durchmesser ca. 17 m und Höhe ca. 0,9 m. In W und O um je ein Drittel abgegraben. Kopfloch (Dm. 4 × 2 m, 0,2 m tief). | 35590497 | BW   |
| 52° 45′ 58″ N, 8° 28′ 30″ O | Rüssen 36   | Durchmesser ca. 24 m und Höhe ca. 1,7 m. Kopfloch (Dm. 6 m, 0,4 m tief).                                              | 35590507 | BW   |
| 52° 45′ 56″ N, 8° 28′ 33″ O | Rüssen 37   | Durchmesser ca. 13 m und Höhe ca. 0,7 m.                                                                              | 35590517 | BW   |
| 52° 45′ 54″ N, 8° 28′ 33″ O | Rüssen 129  | Durchmesser ca. 12 m und Höhe ca. 0,3 m. Kopfloch (Dm. 6 m, 0,2 m tief). Östlichste Fünftel abgepflügt.               | 41514846 | BW   |
| 52° 45′ 58″ N, 8° 28′ 34″ O | Rüssen 215  | Durchmesser ca. 12 m und Höhe ca. 0,7 m.                                                                              | 49912945 | BW   |
| 52° 45′ 54″ N, 8° 28′ 32″ O | Rüssen 216  | Durchmesser ca. 10 m und Höhe ca. 0,4 m.                                                                              | 49912979 | BW   |

### Rüssen 40
- ID: 35590561
- Grabhügelfeld mit 21 erhaltenen Grabhügeln mit Durchmesser von  6,5 – 11 m und erhaltenen Höhen von max. 0,6 m.

| Lage                        | Bezeichnung | Beschreibung                                                                                                 | ID       | Bild |
| --------------------------- | ----------- | --- | -------- | ---- |
| 52° 46′ 11″ N, 8° 28′ 25″ O | Rüssen 40   | Durchmesser ca. 11 m und Höhe ca. 0,6 m.                                                                     | 35590577 | BW   |
| 52° 46′ 12″ N, 8° 28′ 26″ O | Rüssen 41   | Durchmesser ca. 6 m und Höhe ca. 0,5 m.                                                                      | 35590585 | BW   |
| 52° 46′ 11″ N, 8° 28′ 25″ O | Rüssen 42   | Durchmesser ca. 8 m und Höhe ca. 0,4 m. Südliche Hälfte durch Wallgraben zerstört.                           | 35617590 | BW   |
| 52° 46′ 12″ N, 8° 28′ 26″ O | Rüssen 43   | Größe ca. 10 × 7 m und Höhe ca. 0,3 m. Leicht oval.                                                          | 35590593 | BW   |
| 52° 46′ 11″ N, 8° 28′ 25″ O | Rüssen 44   | Durchmesser ca. 8 m und Höhe ca. 0,5 m.                                                                      | 35590601 | BW   |
| 52° 46′ 12″ N, 8° 28′ 25″ O | Rüssen 45   | Durchmesser ca. 8 m und Höhe ca. 0,8 m.                                                                      | 35590609 | BW   |
| 52° 46′ 11″ N, 8° 28′ 24″ O | Rüssen 46   | Durchmesser ca. 7 m und Höhe ca. 0,4 m. Südliche Hälfte durch Wallgraben zerstört.                           | 35590617 | BW   |
| 52° 46′ 12″ N, 8° 28′ 25″ O | Rüssen 47   | Durchmesser ca. 6,5 m und Höhe ca. 0,3 m.                                                                    | 35590626 | BW   |
| 52° 46′ 11″ N, 8° 28′ 24″ O | Rüssen 48   | Durchmesser ca. 5 m und Höhe ca. 0,2 m. Südhälfte durch Grenzwall überprägt.                                 | 35590634 | BW   |
| 52° 46′ 12″ N, 8° 28′ 24″ O | Rüssen 49   | Größe ca. 10 × 7 m und Höhe ca. 0,4 m. Leicht oval.                                                          | 35590642 | BW   |
| 52° 46′ 13″ N, 8° 28′ 25″ O | Rüssen 50   | Durchmesser ca. 8 m und Höhe ca. 0,4 m.                                                                      | 35590650 | BW   |
| 52° 46′ 12″ N, 8° 28′ 24″ O | Rüssen 51   | Durchmesser ca. 6 m und Höhe ca. 0,5 m.                                                                      | 35590658 | BW   |
| 52° 46′ 12″ N, 8° 28′ 24″ O | Rüssen 53   | Durchmesser ca. 8 m und Höhe ca. 0,5 m.                                                                      | 35590674 | BW   |
| 52° 46′ 12″ N, 8° 28′ 23″ O | Rüssen 54   | Durchmesser ca. 6 m und Höhe ca. 0,3 m. Südlicher Hangfuß durch Wallgraben geschnitten.                      | 35590682 | BW   |
| 52° 46′ 12″ N, 8° 28′ 23″ O | Rüssen 55   | Durchmesser ca. 9 m und Höhe ca. 0,6 m.                                                                      | 35590690 | BW   |
| 52° 46′ 11″ N, 8° 28′ 22″ O | Rüssen 56   | Durchmesser ca. 7 m und Höhe ca. 0,4 m. Südhälfte von Grenzwall überquert. Kopfloch (Dm. 2,2 m, 0,3 m tief). | 35590698 | BW   |
| 52° 46′ 13″ N, 8° 28′ 24″ O | Rüssen 57   | Durchmesser ca. 8 m und Höhe ca. 0,5 m. Nördliches Viertel durch neuzeitlichen Wallgraben zerstört.          | 35590706 | BW   |
| 52° 46′ 13″ N, 8° 28′ 24″ O | Rüssen 58   | Durchmesser ca. 8 m und Höhe ca. 0,2 m.                                                                      | 35590714 | BW   |
| 52° 46′ 13″ N, 8° 28′ 21″ O | Rüssen 59   | Durchmesser ca. 6 m und Höhe ca. 0,3 m.                                                                      | 35590722 | BW   |
| 52° 46′ 13″ N, 8° 28′ 20″ O | Rüssen 60   | Durchmesser ca. 11 m und Höhe ca. 0,4 m.                                                                     | 35590730 | BW   |